# St Mary’s (Orkney)

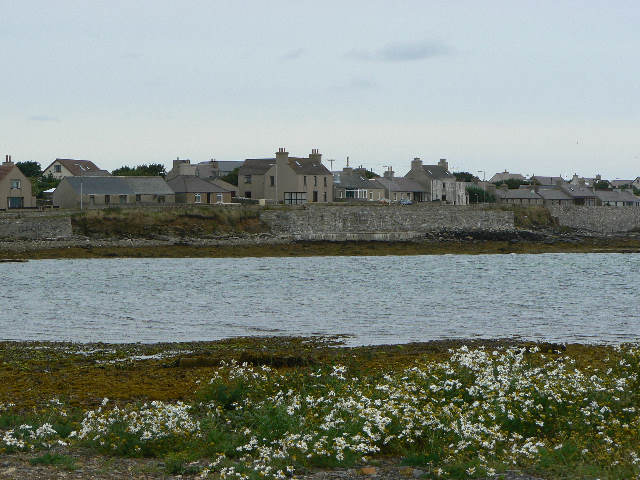
Blick über die Bucht auf St Mary’s

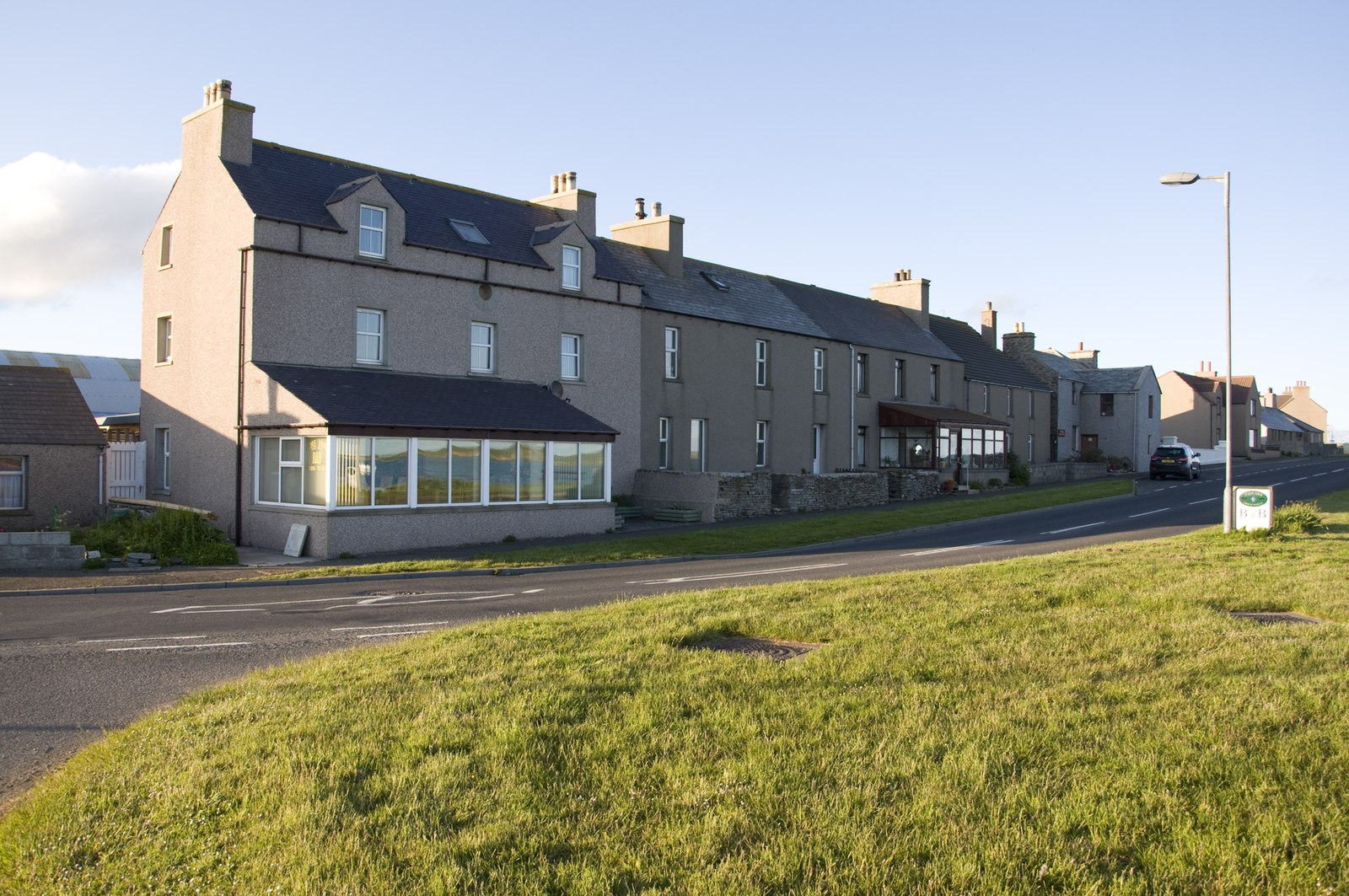
Häuser in St Mary’s

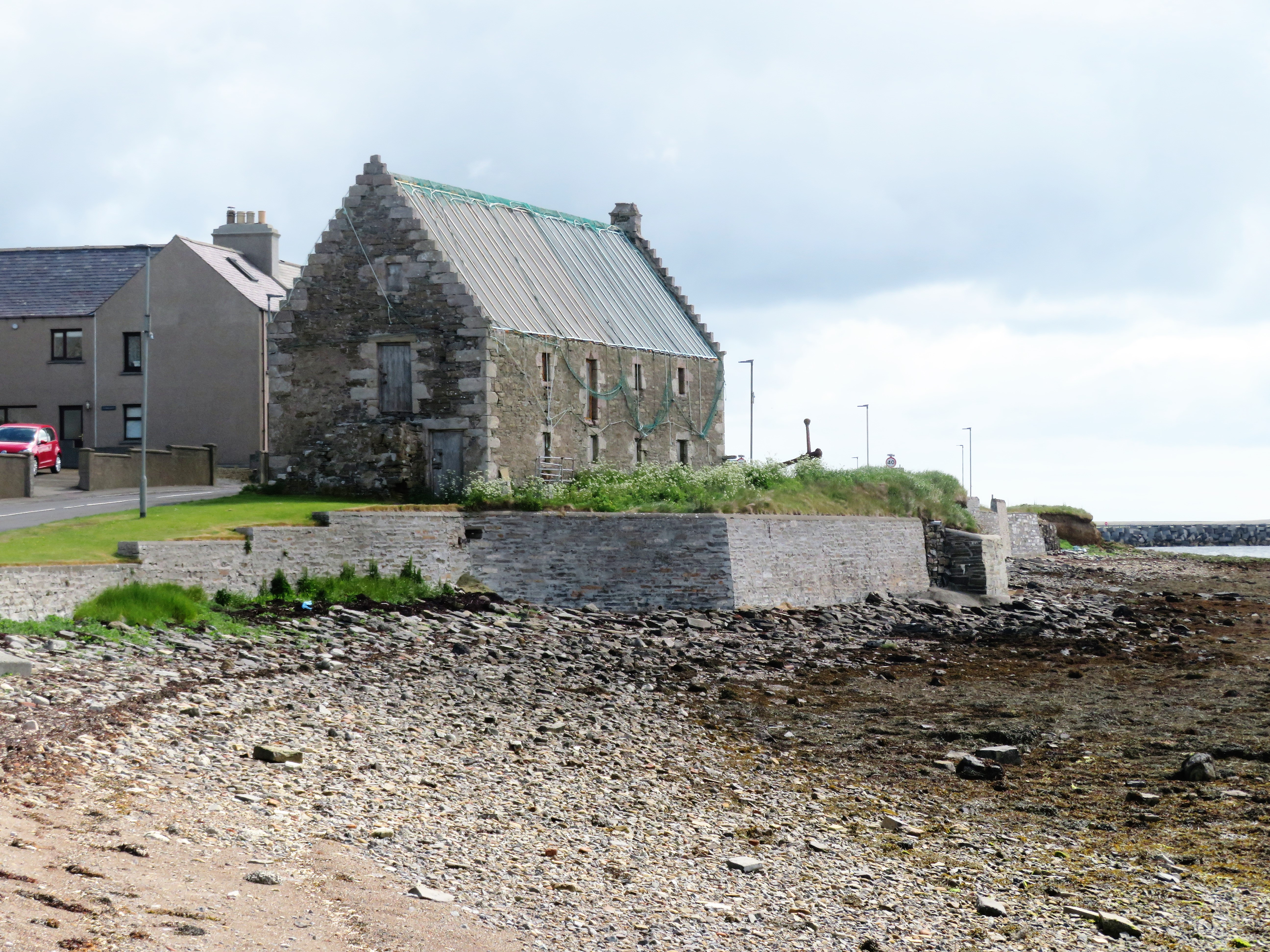
Ein altes Lagerhaus in St Mary’s

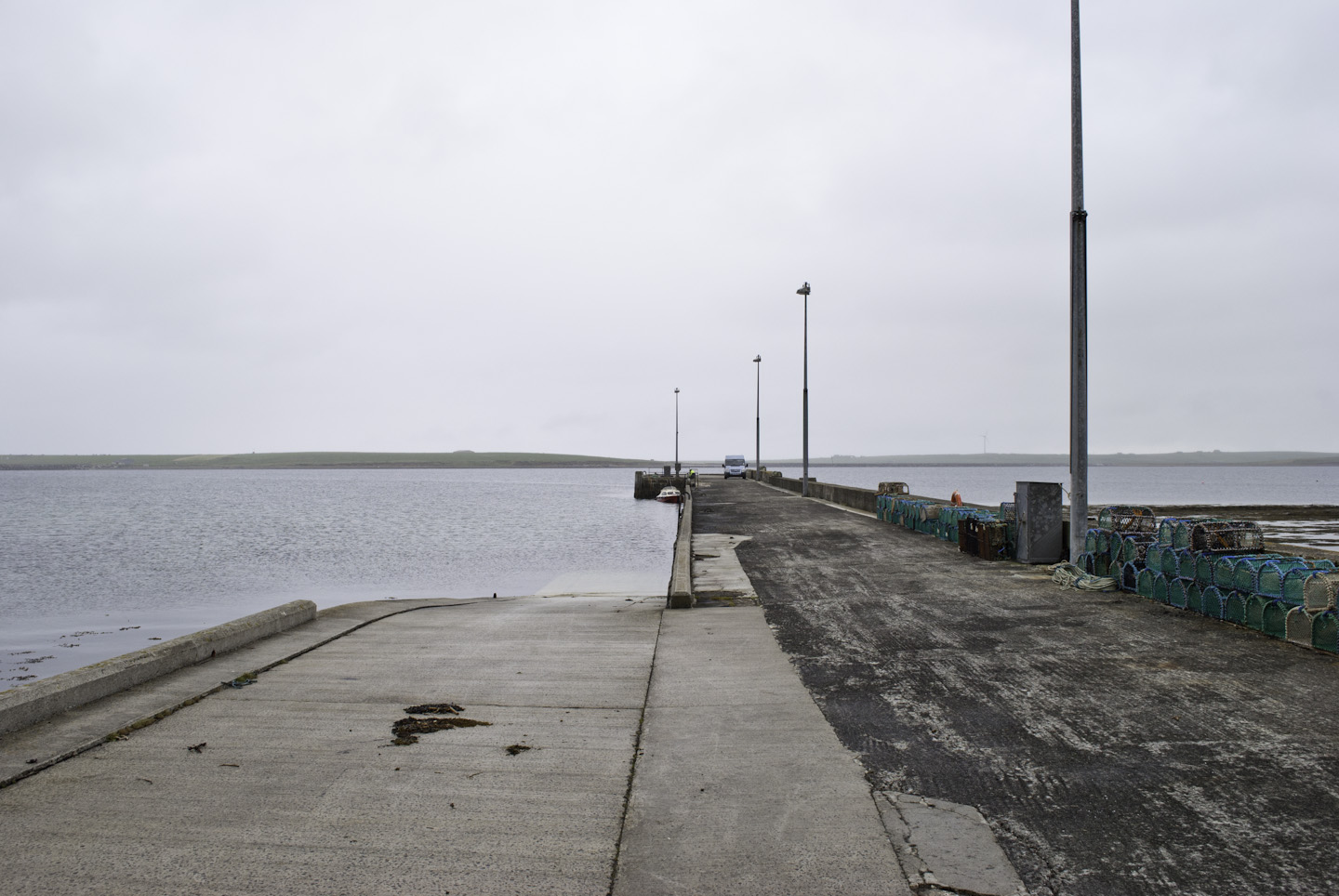
Das Pier von St Mary’s

St Mary’s ist eine Ortschaft, die im Osten der zu Schottland zählenden Orkneyinseln liegt.

## Geographie
St Mary’s liegt am südöstlichen Ende von Mainland und nördlich einer Bucht im Osten der Scapa Flow. Die nächste größere Siedlung ist Kirkwall, knapp zehn Kilometer entfernt im Norden.

## Historisches
St Mary’s bildet das nördliche Ende der Churchill Barriers. Im Rahmen der historischen Gliederung Schottlands in Civil Parishes zählt der Ort zu Holm. Als Kulturdenkmale ausgewiesen sind das Haus Elrose,, eine ehemalige Halle der Abstinenzler, das Pier und ein Lagerhaus, die als Listed Building in unterschiedlichen Kategorien unter Denkmalschutz stehen. Hinzu kommt ein Broch zwischen dem See Loch of Ayre und dem nördlichen Rande des Ortes, der als Scheduled Monument eingestuft worden ist.

## Verkehr
Durch St Mary’s verläuft die Fernstraße A961, die Burwick im Süden mit Kirkwall im Norden verbindet.